# リンパ水腫

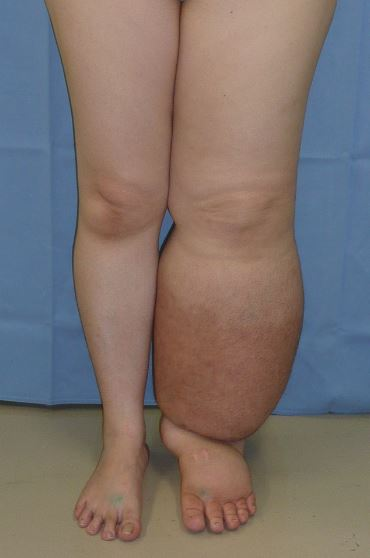
下肢リンパ浮腫

リンパ水腫（リンパすいしゅ、英: lymphedema）またはリンパ浮腫（リンパふしゅ）とは局所のリンパ増多に起因する水腫。リンパ管系の発達異常を原因とする原発性リンパ水腫と、外傷・外科的腫瘍（乳癌・子宮癌・卵巣癌・前立腺癌など）治療のためのリンパ節郭清・腫瘍自体の浸潤や転移・バンクロフト糸状虫感染等でリンパ管系が閉塞することを原因とする続発性リンパ水腫に分類することができる。四肢に生じることが多く、細菌の感染や創傷治癒の遅延の原因となることがある。